# Autoroute 90 (Israël-Palestine)
L'autoroute 90 est la plus longue route israélienne, avec environ 480km, et s'étend de Metoula et de la frontière nord avec le Liban, le long de la rive ouest de la mer de Galilée, à travers la vallée du Jourdain, le long de la rive ouest de la mer Morte (ce qui en fait la route la plus basse du monde), à travers la vallée de l'Arabah, et jusqu'à Eilat et la frontière sud avec l'Égypte sur la mer Rouge.
La section centrale de la route traverse la Cisjordanie occupée par Israël. Bien qu'il passe près de la ville de Jéricho, il traverse la zone C (Cisjordanie) et n'entre pas dans les zones contrôlées par l'Autorité palestinienne.
Le segment «de l'Arabah» est le principal lien entre la station balnéaire et la ville portuaire d'Eilat, vers le centre du pays et, parfois, la zone gère un important trafic de camions locaux, touristiques et commerciaux sur cette route à deux voies (une voie dans chaque sens). Ceci, combiné à la nature monotone du paysage désertique qui l'entoure et à l'absence de barrière physique entre les voies de circulation opposées, rend la route particulièrement sujette aux accidents de la circulation, qui se produisent souvent à grande vitesse, ce qui lui vaut le surnom de « La route rouge ».

## Autoroute
La section de l'autoroute 90 traversant la vallée du Jourdain a été dédiée sous le nom de Derekh Gandi (la route de Gandhi) en l'honneur de feu Rehavam Zeevi, un ministre israélien du Tourisme qui prônait le transfert de 3,3 millions de Palestiniens des territoires occupés par Israël et qui était tellement positionné à la droite de l'échiquier politique qu'il se plaçait à peine dans le périmètre acceptable : il fut assassiné par des Palestiniens, puis fut surnommé d'après un autre martyr, le Mahatma Gandhi.
La section de la route 90 qui traverse la mer Morte s'appelle «Autoroute de la Mer Morte» et est la route la plus basse du monde. C'est le long de ce tronçon de route que se trouvent Massada, la réserve naturelle d'Ein Gedi, les thermes d'Ein Gedi, les grottes de Qumran et Ahava. C'est ici que la route 90 croise la route 1, ce qui en fait une artère touristique internationale majeure pour les voyageurs entre la mer de Galilée, Jérusalem et la mer Morte.
Il n'y a pas d'intersection à quatre voies avec la route 1. En voyageant vers le sud le long de la route 90 depuis la vallée du Jourdain, la route croise l'extrémité est de la route 1 à la jonction de Beit HaArava. La route 90 continue en tournant à gauche à la jonction, puis tourne à nouveau vers le sud. Un peu plus loin, la route 90 continue par un virage à droite à Lido Junction.
La section de la route 90 qui traverse l'Arabah est nommée «Autoroute d'Arabah». Une fois construite, la section Arabah du chemin de fer vers Eilat sera située à proximité de l'autoroute Arava à plusieurs endroits le long du parcours.

## Histoire
La section la plus au nord de l'autoroute, de Tibériade à Metula, est la plus ancienne, puisqu'elle existe depuis la période ottomane.
Jusque dans les années 1960, une série de routes séparées existait à l'endroit où se trouve aujourd'hui l'autoroute. Après la guerre des Six Jours, une section dans la région nord de la mer Morte a été achevée, rendant ces routes contiguës. Au début des années 1980, la route a reçu le numéro 90.
En octobre 2007, le ministre israélien des Transports, Shaul Mofaz, a annoncé que le 170 Un tronçon de 1,5 km de l'autoroute 90 entre Arava Junction et Eilat serait rénové, élargi et repavé par étapes pour obtenir une configuration à quatre voies avec une barrière physique au milieu et des aires de repos tous les 45 kilomètres. Le financement initial annoncé était de 125 millions de NIS ; le budget total du projet pour toutes les étapes de l’élargissement est de 2,3 milliards de NIS (équivalent à plus de 650 millions de dollars US en dollars de 2013). À l’automne 2013, 40 km de l'autoroute ont été élargis par la National Roads Company, d'Eilat à Yotvata.
Le 9 novembre 2018, la route 90 s'est effondrée au-dessus du ruisseau Kidron, 10 km au sud de Kalya, près d' Ovnat, en raison d'une inondation qui a créé un gouffre,,.
Depuis 2020, la section entre Yotvata et Ketura (jusqu'à l'intersection avec l'autoroute 40 ) est en cours d'élargissement. Aucune date n'a encore été fixée pour l'élargissement du long tronçon d'autoroute entre Ketura et le carrefour d'Arava.

## Points de contrôle
La route 90 comporte deux points de contrôle permanents : le point de contrôle de Beit She'an - Bardala au nord, près de Sdei Trumot et du ruisseau Bezeq, et un au sud, juste au nord d'Ein Gedi. Les Palestiniens vivant en Cisjordanie ne sont pas autorisés à franchir ces points de contrôle à moins d’obtenir un permis des autorités israéliennes. Selon B'Tselem, au poste de contrôle de Beit She'an-Bardala, pendant certaines saisons agricoles, les camions palestiniens transportant des produits agricoles sont autorisés à traverser deux fois par semaine. Les palestiniens sont souvent arrêtés et refoulés parce qu'ils n'ont pas les bons documents, au poste de contrôle de Beit Ha'arava menant à la mer Morte[réf. nécessaire].

## Accidents
La route 90 est l’une des autoroutes les plus dangereuses d’Israël. Entre 2003 et 2018, plus de 2 250 accidents de la route s'y sont produits, au cours desquels 223 personnes ont été tuées et plus de 6 450 blessées, dont 700 grièvement.
Oz Dror, porte-parole d' Or Yarok, l'Association pour une conduite plus sûre en Israël, a déclaré en 2018 : « La route 90 continue de faire des victimes et de prendre des vies en raison d'une infrastructure instable qui ne pardonne pas les erreurs des conducteurs. Il est toujours plus facile de blâmer le conducteur et le facteur humain, mais le ministère des Transports et de la Sécurité routière est également responsable. La route a été pavée il y a 50 ans, et il y a de nombreuses années, il était nécessaire d'améliorer l'infrastructure et de la transformer d'une route rouge en une route sûre. Une barrière de séparation doit être installée entre les voies pour éviter les accidents frontaux dès demain matin afin d'éviter la prochaine victime. Les accidents de la route ne sont pas une fatalité mais un échec. »
Le 6 janvier 2022, une collision entre un camion et un minibus a tué huit personnes et en a blessé deux autres en Cisjordanie,. L'accident se produit à la Jonction Petzal. Le président palestinien Mahmoud Abbas a décrété une journée de deuil. Le ministre israélien de la Défense, Benny Gantz, a tweeté ses condoléances aux victimes. Le 7 janvier, au lendemain de l'accident, de nombreux Palestiniens se sont rassemblés à Aqraba, une ville palestinienne de Samarie, pour des funérailles communes.

## Tentatives de blocages
Bien que le blocage d’une route soit une infraction pénale en Israël, quelques tentatives de blocage de la route ont eu lieu ces dernières années.
- Lors des manifestations des travailleurs sociaux israéliens de mars 2011, une tentative a été faite pour bloquer la route 90[13].
- En avril 2011, un groupe de personnes a tenté de faire le trajet à vélo de Naplouse à Jéricho, en partie sur la route 90, pour célébrer la domination israélienne sur la Cisjordanie[14],[15].
- Le 14 avril 2012, environ 200 cyclistes ont tenté de rejoindre la route et ont été arrêtés par le lieutenant-colonel Eisner. L'incident devint un scandale international qui entraîna la suspension d'Eisner[16],[17].

|                          |
| Mémorial à Rehavam Zeevi |

|                                                                         |
| Signe près de la frontière nord : la plus longue route d'Israël, 478 km |

|                                          |
| Près de Kfar Giladi, sous le Mont Hermon |

|                               |
| Route 90 près de la Mer Morte |

|                                            |
| Route 90, section «Arabah» au nord d'Eilat |

|                          |
| Près de la Jonction Lido |